# Lepidium gerloffianum
Lepidium gerloffianum är en korsblommig växtart som beskrevs av Wilhelm Vatke och Albert Thellung. Lepidium gerloffianum ingår i släktet krassingar, och familjen korsblommiga växter. Inga underarter finns listade i Catalogue of Life.